# Euelaelaps oudemansi
Euelaelaps oudemansi är en spindeldjursart som beskrevs av Frank Archibald Sinclair Turk 1945. Euelaelaps oudemansi ingår i släktet Euelaelaps och familjen Laelapidae. Inga underarter finns listade i Catalogue of Life.